# Bürgerwiese (Straße)
Die Bürgerwiese ist eine Straße in Dresden südöstlich der Altstadt in der östlichen Seevorstadt.

## Geschichte
→ Zur Geschichte der Gartenanlage siehe: Bürgerwiese
Eine Bürgerwiese als umzäunte, später ummauerte Viehweide wird bereits 1469 erstmals urkundlich erwähnt. Während der auf der westlichen, stadtauswärts gesehen rechten Seite gelegene Weg seit 1681 als „Halbe Gasse“ bezeichnet wurde, hieß der auf ihrer linken Seite zum Dohnaischen Schlag führende Weg „Dohnaische Gasse“.
Seit dem Beginn des 19. Jahrhunderts wurde die bis dahin eher ländlich-vorstädtische Bebauung entlang der Bürgerwiese durch großbürgerliche Wohnbauten ersetzt. Auf dem Areal der in Höhe des Dohnaischen Schlages an die Bürgerwiese angrenzende Gartenanlage des Palais Moszinska begann zum Beispiel Frédéric de Villers, Französisch-Lehrer an der Dresdner Kadettenschule, mit der Bautätigkeit. Er verkaufte zudem Parzellen seines riesigen Grundstücks und gilt als einer der Auslöser des Baubooms im späteren Englischen Viertel südlich der Bürgerwiese. Entlang der Bürgerwiese entstanden um 1840 mehrere repräsentative Wohnbauten, wie etwa das Mietshaus de Villers und das ebenfalls am Rand des ehemaligen Palaisgartens erbaute Seebachsche Haus. Zudem nahmen hier Regierungsmitglieder und prominente Mitglieder des Adels ihre Wohnung, etwa die Fürstin Pückler im Eckhaus zur Lüttichaustraße.
Mit der zunehmenden Zahl wohlhabender Anwohner entstand auch das Bedürfnis nach einer angemessenen Gestaltung der Anlage. 1838 beschloss die Dresdner Stadtverordnetenversammlung, die tieferliegende Innere Bürgerwiese mit Bauschutt aufzufüllen und nach Plänen des Pillnitzer Hofgärtners Carl Adolph Terscheck in eine öffentliche Parkanlage umzugestalten. Die Gestaltung der Inneren Bürgerwiese bis zum Dohnaischen Schlag war 1850 beendet. In dieser Zeit entstand durch Verfüllung des Jüdenteichs auch der Georgplatz am nördlichen Ende der Straße.
Aufgrund von Änderungen der Dresdner Hausnummern und Straßennamen sind die an ihr befindlichen Gebäude in den verschiedenen Ausgaben der Dresdner Adressbücher zum Teil an unterschiedlicher Stelle zu finden. Die Halbe Gasse auf der Südseite der Dresdner Bürgerwiese und die Dohna’sche Gasse (so genannt im Jahre 1850) auf ihrer Nordseite wurden in den 1860er-Jahren zur Adresse An der Bürgerwiese zusammengefasst. Im Adressbuch von 1866 zum Beispiel erscheint zum Beispiel das Haus mit der Katasternummer 275 und der Steuernummer 6900 mit der neuen Adresse Bürgerwiese 17. Später wurde in Dresden das Nummerierungssystem auf die heute noch übliche Orientierungsnummerierung umgestellt (im Gegensatz zur bis dahin angewandten Hufeisennummerierung). Dadurch erhielten die Häuser an der ehemaligen Halben Gasse die geraden, diejenigen an der Dohnaischen Gasse die ungeraden Hausnummern. Aus dem Haus An der Bürgerwiese 17 beispielsweise wurde nun die Bürgerwiese 18.
Die Straße bildet die Fortsetzung der Waisenhausstraße und mündet in die Parkstraße, die entlang des außerhalb des Dohnaischen Schlages liegenden Teils der Bürgerwiese verläuft.

## Historische Bebauung bis 1945

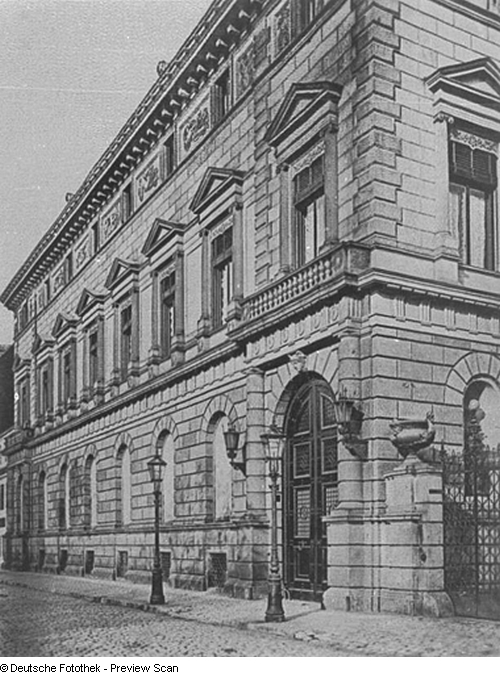
Palais Kaskel-Oppenheim, Bürgerwiese 5–7

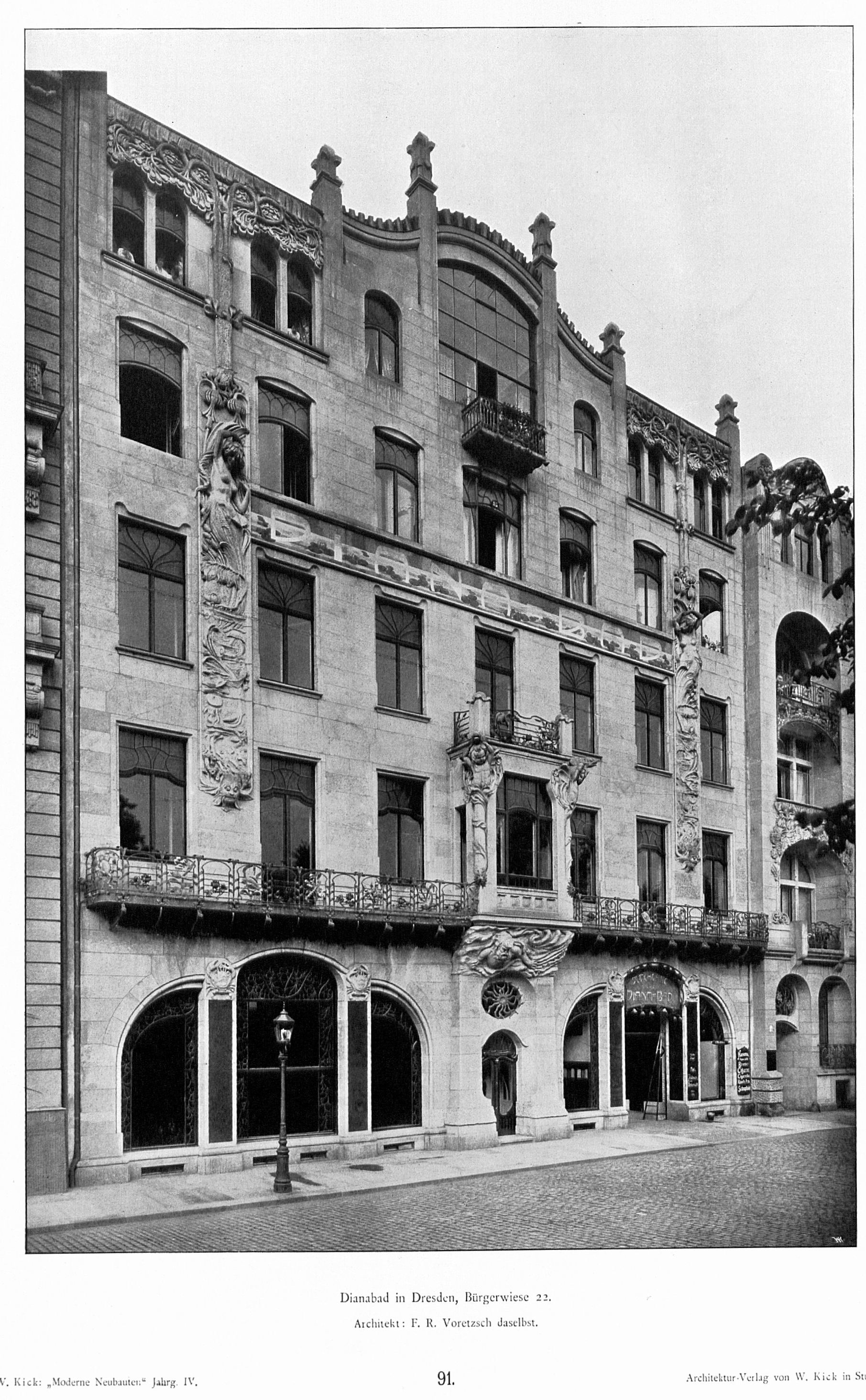
Vorderhaus des „Dianabads“, Bürgerwiese 22

Wie schon beschrieben, wechselte die Nummerierung der an der Bürgerwiese liegenden Häuser mehrfach. Im Folgenden sind die Häuser mit ihren in der Literatur am häufigsten genannten Adressen gelistet, die aber teilweise unterschiedliche Abschnitte der Straßengeschichte betreffen. So befanden sich das als Bürgerwiese 14 bezeichnete Seebachsche Haus und das Mietshaus Bürgerwiese 20 nacheinander an derselben Stelle. Auf diese Problematik wird, wenn nötig, in den Artikeln zu den Gebäuden eingegangen.
Alle der im Folgenden erwähnten Gebäude wurden im Februar 1945 bei den Luftangriffen auf Dresden zerstört.
- 5–7: Das Palais Kaskel-Oppenheim wurde von Gottfried Semper 1845–1848 für Martin Wilhelm Oppenheim in der Dohna’schen Gasse 5/6 erbaut.[8] Das Haus wurde 1945 stark beschädigt, seine Ruine 1951 gesprengt.[9][10]
- 14: Das palaisartige Mietshaus Bürgerwiese 14 wurde 1838 von Woldemar Hermann erbaut, sein Abbruch erfolgte 1899. Während seine kubische Geschlossenheit vom Klassizismus geprägt war, zeigte das in der Mitte des Hauptgeschosses angeordnete Venezianische Fenster („Palladio-Motiv“) Formen der Neorenaissance.[11][12]
- 16: Das Seebachsche Haus wurde 1839 von Hermann Nicolai erbaut und 1899 abgebrochen.[13]
- 17: Das herrschaftliche Mietshaus Bürgerwiese 17 wurde 1846–1847 von H. Lehmann auf dem Eckgrundstück zur Lüttichaustraße erbaut und 1945 zerstört. Der palastartige Bau galt als eines der ersten Mietshäuser Dresdens und wurde auf einer kolorierten Lithographie von Carl Wilhelm Arldt um 1860 festgehalten.[14][15]
- 18a: Das Mietshaus Bürgerwiese 18a wurde 1870–1872 von Oswald Haenel und Bruno Adam erbaut und 1945 zerstört. Es galt als Beispiel für ein an Vorbildern der französischen Renaissance orientiertes herrschaftliches Wohnhaus, wobei die Fassade in allen vier Geschossen in „rein bearbeitetem“ Sandstein ausgeführt waren. Eine prächtige Loggia und ein Erker schmückten die Fassade.[16]
- 20: Das Mietshaus Bürgerwiese 20 wurde 1900 von Felix Reinhold Voretzsch mit einer kostspieligen Fassade errichtet. So betrugen die Baukosten 320.000 Mark.[17] Auf Erdgeschosshöhe stützten im Dresdner Barock- und Rokokostil gestaltete Atlanten einen mit reicher jugendstilhafter Bauplastik geschmückten Erker. Das Haus zeigte, so eine zeitgenössische Beschreibung, „in der Komposition der Facade bereits einen völlig modernen Zug, der sich ebenso entschieden auch in dem größten Teile der plastischen Ornamentik offenbart[e]“.[18]
- 22: Das Mietshaus Bürgerwiese 22 wurde 1900 von Felix Reinhold Voretzsch als Vorderhaus zum „Dianabad“ errichtet und 1945 zerstört. Die Fassade des aufwändigen Mietshauses zeigte eine Mischung von Neobarock und Jugendstil; der hohe gestalterische Aufwand hatte besonders hohe Baukosten zur Folge.[19][20][21]
- 24: Hier hatte nach 1934 bis zur Zerstörung 1945 die NSDAP-Gauleitung Sachsen ihren Sitz.[22]

## Historische Bebauung der Nebenstraßen bis 1945

### Parkstraße

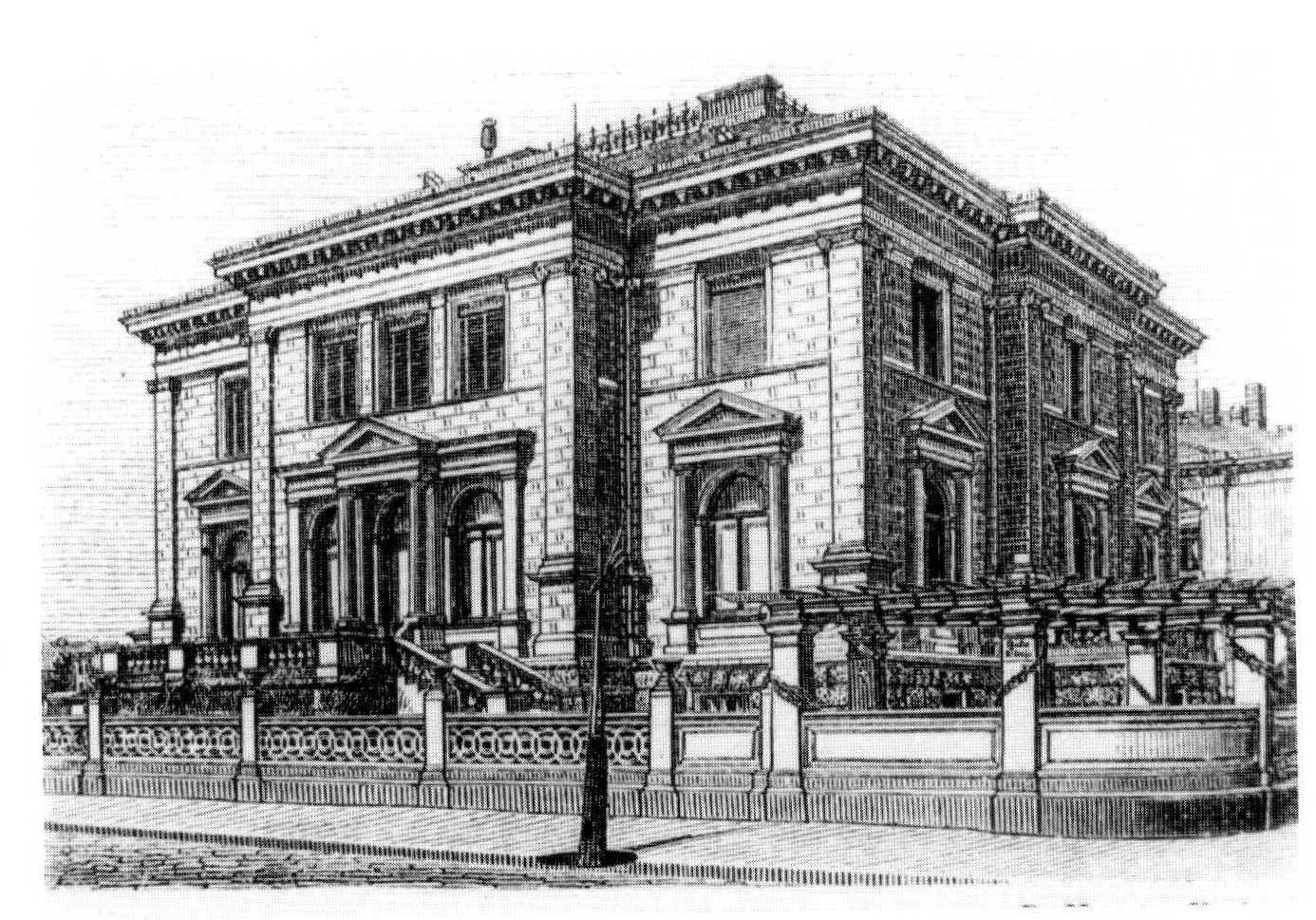
Parkstraße 2

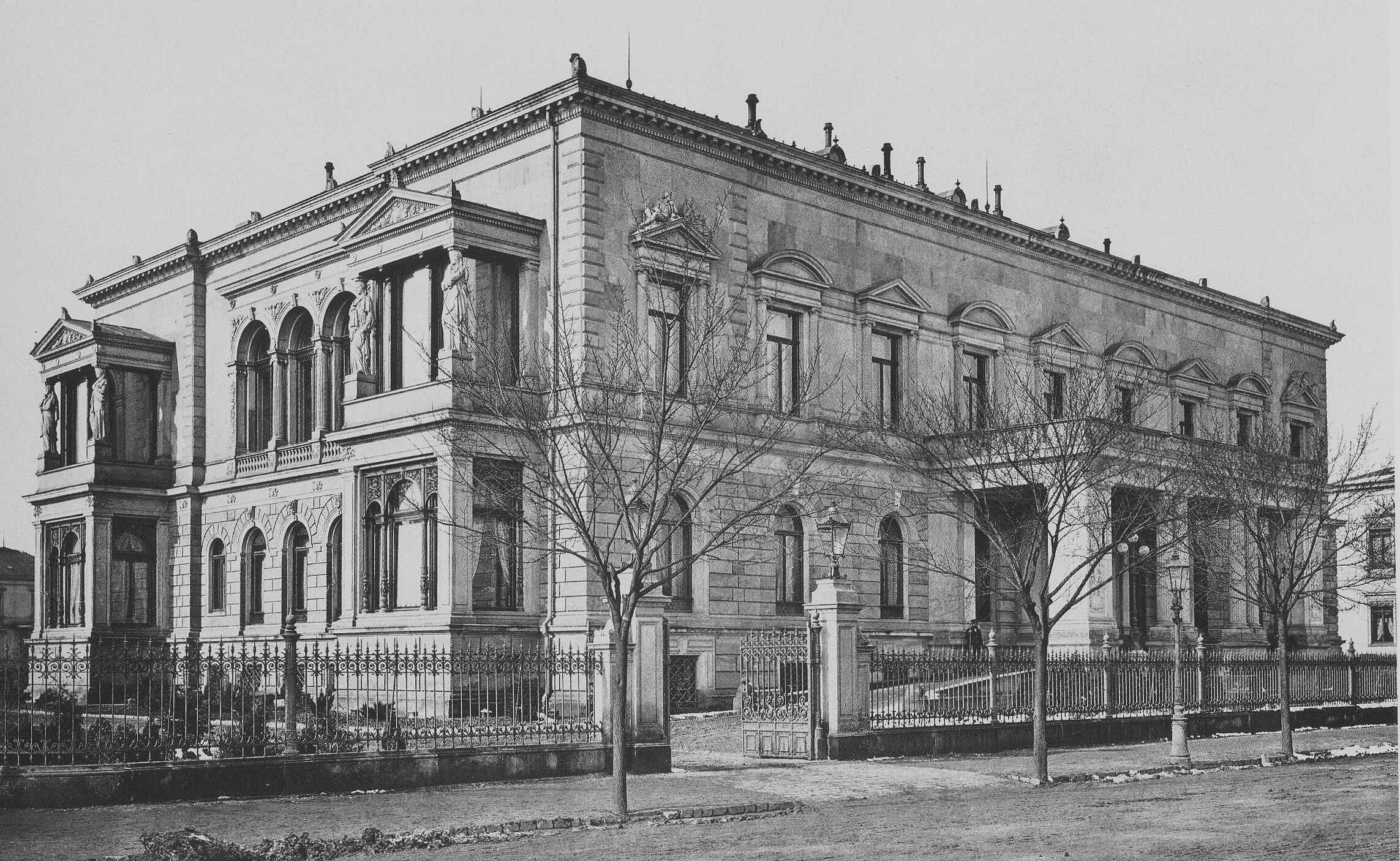
Parkstraße 7 (Palais Kap-herr)

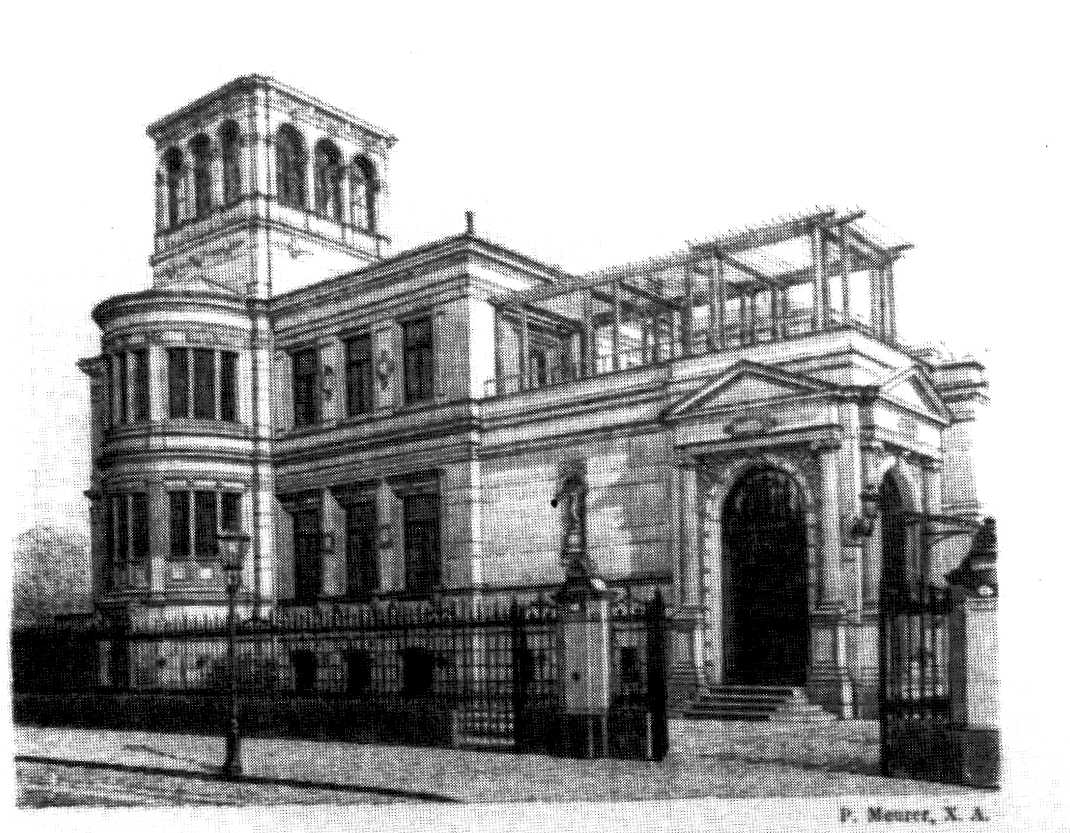
Beuststraße 1

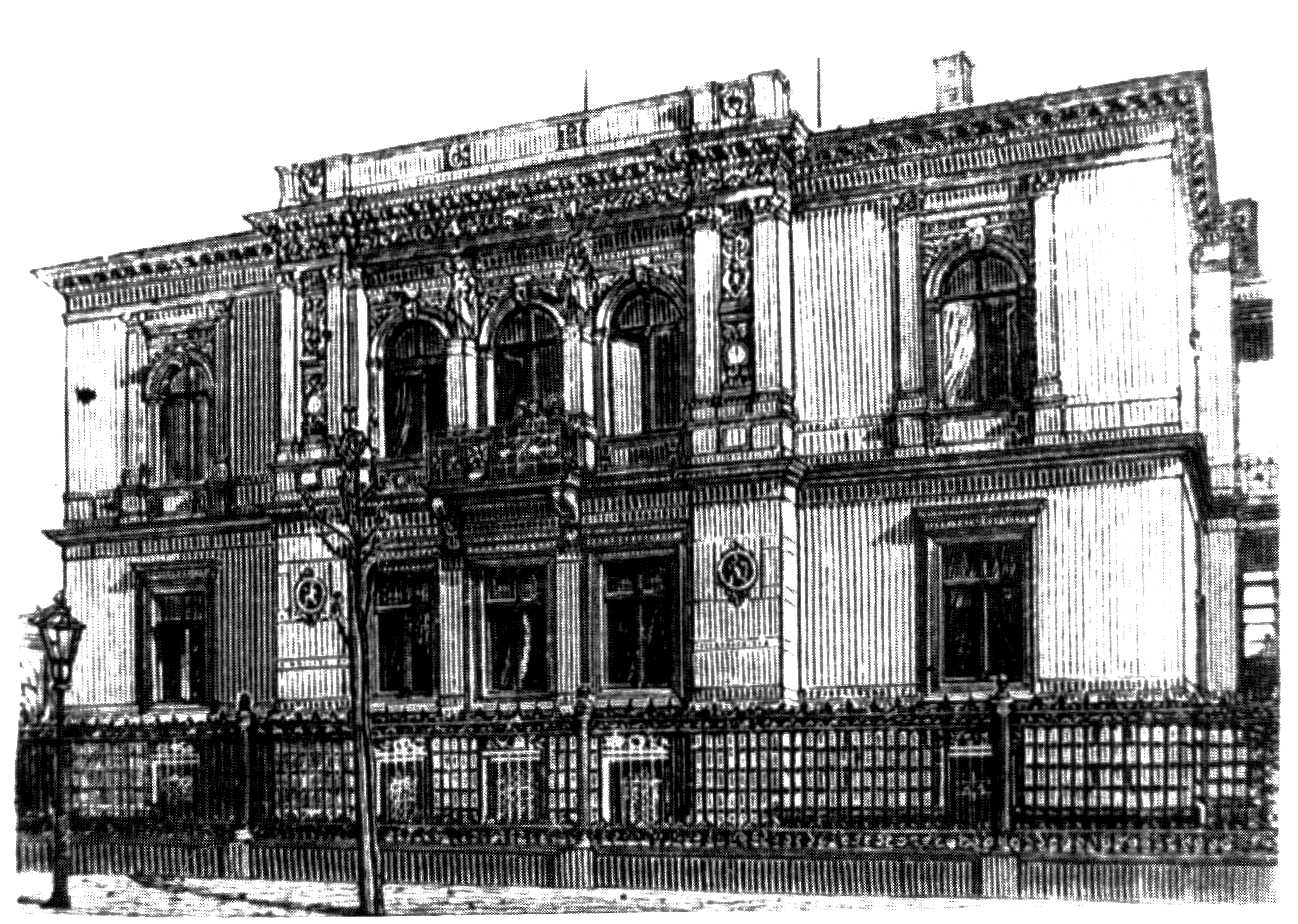
Beuststraße 2 (Villa Häbler)

Die Parkstraße verläuft entlang des außerhalb des Dohnaischen Schlages liegenden Teils der Bürgerwiese. Die Grenze der Namensänderung im gleichen Straßenzug liegt leicht westlich der Kreuzung der Parkstraße mit der Blüherstraße und der Gret-Palucca-Straße (historisch wurde aus praktischen Erwägungen an die ehemalige Einmündung der Beuststraße in diesen Straßenzug gelegt, wobei das (südöstliche) Eckgrundstück Beuststraße / Parkstraße zur Beuststraße gehörte). Da die Parkstraße nur einseitig bebaut war, wurden die Hausnummern fortlaufend vergeben.
- 2: Die Villa Parkstraße 2 wurde 1869 von Otto Grahl erbaut und 1945 zerstört. Das Gebäude zitierte in Grund- und Aufriss die Villa Rosa von Gottfried Semper. Im Inneren befand sich wie dort ein durch Oberlicht erhellter zweigeschossiger Zentralraum. Das Triumphbogenmotiv zur Goethestraße zitierte die Gemäldegalerie Alte Meister. Das Gebäude wurde Vorbild für die Villa Altenzeller Straße 50 in Dresden.[23]
- 3: Die Villa Parkstraße 3 wurde 1867–1868 von Hermann Nicolai erbaut und 1945 zerstört.[24] Bemerkenswert sei die „ausgewogen[e]“ Komposition des Hauses als Ganzes.[25] Die Schmucklosigkeit des Baus sei „schulbildend“ und könne „kaum übertroffen“ werden.[25] So zeigten die Fenster lediglich „schlicht profilierte“ Fenstergewände und oberhalb der Fenster war nur eine einfache, gerade Verdachung ohne Dekor angebracht worden.[25] Heute befindet sich an ihrer Stelle ein 1994–1996 errichteter „ungewöhnlicher viergeschossiger Neubau“[26] der Berufsgenossenschaft für Gesundheitsdienst und Wohlfahrtspflege (BGW),[27] der 1998 mit dem Erlweinpreis für Architektur der Stadt Dresden ausgezeichnet wurde[28]
- 4: Die Villa Pilz wurde 1868–1869 von Bernhard Schreiber erbaut und 1945 zerstört. Auch dieser Bau zitierte die Villa Rosa von Gottfried Semper, wobei das Aufrissschema durch den französischen Landhausbau geprägt war. Bei der Fassade mit fünf Fensterachsen nahm ein mittig angebrachter Risalit drei Fensterachsen ein. Dessen Wandfläche schmückte eine die Vertikale betonende Pilasterordnung, eine Attika bildete seinen krönenden Abschluss.[29][30] Die 1954 gegründete Kinder- und Jugendsportschule „Artur Becker“ bezog 1969 einen Neubau auf diesem Grundstück.
- 6: Die Villa Hachez wurde 1868/1869 erbaut und wurde 1945 im Zuge der Luftangriffe auf Dresden zerstört.
- 7: Das Palais Kap-herr wurde 1872–1874 von Bernhard Schreiber im Stil der Neorenaissance in den Formen der Semper-Schule erbaut. Später gelangte es an das Haus Wettin und diente um 1900 als Palais des Prinzen Johann Georg.[31] Die Hauptfassade hatte Stadtpaläste Italiens zum Vorbild, wie den Palazzo Farnese in Rom oder den Palazzo Pandolfini in Florenz, die gleichen Vorbilder wie beim Palais Oppenheim, An der Bürgerwiese 5–7.[32][33] Im Jahr 1945 brannte das Palais aus, die Ruine wurde 1959 gesprengt.
- 9: Die Villa Parkstraße 9 wurde 1866–1868 von Alfred Hauschild erbaut und 1945 zerstört. Die Villa stand beispielhaft für Bauten, die Palladio zitieren. Bei einer Fassade mit fünf Fensterachsen waren drei Fensterachsen durch eine Rücklage zusammengefasst, die sich über beide Geschosse hinweg zu einer Loggia öffneten. Die verbliebenen Fensterachsen, rechts und links der zweistöckigen Loggia, waren als Seitenrisalite mit Erkern auf Erdgeschossebene gestaltet.[34]

### Beuststraße
Die Beuststraße war bis 1945 eine Nebenstraße der Parkstraße. Sie trägt in ihrem südlichen Abschnitt heute den Namen „Mary-Wigman-Straße“ (benannt nach Mary Wigman) und führt heute nur als namenloser Fußweg durch bis zur Parkstraße.
- 1: Die Villa Johann Meyer wurde 1867–1869 von Hermann Nicolai für den Kaufmann Johann Meyer mit Motiven der italienischen Renaissance erbaut.[35] Der Grundriss und der komplizierte Massenaufbau des Gebäudes gehen auf Planungen des „russischen“ Architekten Harald Julius Bosse zurück.[36]
- 2: Die Villa Häbler wurde 1866–1867 von Karl Eberhard für den Bankier Häbler erbaut und 1945 zerstört. Sie war ein „streng renaissancistischer Bau der Dresdner Schule“.[37][38] Ein weiteres Kennzeichen der Villa Häbler war die Anordnung der Haupträume um einen zentralen Bereich.[39]

### Gret-Palucca-Straße, ehemals Goethestraße
Die frühere Goethestraße und heutige Gret-Palucca-Straße ist eine Nebenstraße der Parkstraße.
- 1: Die Villa Goethestraße 1 wurde 1869–1870 von Karl Eberhard als „charakteristischer Bau der Dresdner Schule“ erbaut und 1945 zerstört.[40]
- 5: Die Villa wurde 1862 von Otto Grahl erbaut und 1945 zerstört.[41] Heute befindet sich Auf dem heutigen Grundstück Gret-Palucca-Straße 3 steht das Gebäude der Kinderkrippe Seevorstadt-Ost, das seit 2004 unter Denkmalschutz steht.[42] Der Gebäudekomplex wurde von 1963 bis 1965 nach Entwürfen der Architekten Helmut Trauzettel und Kollektiv errichtet. Die Gebäude wurden in Ziegelbauweise mit Spannbetondecken gestaltet. Die Freiflächen wurden von W. Bauch gestaltet. H. Heinze und H. Schulze gestalteten mit polierten Klinkern die Wandflächen.[43]
- 6: Die Villa Goethestraße 6 wurde 1869–1870 von Karl Eberhard erbaut und 1945 zerstört. Das Haus im Englischen Viertel zeichnete sich durch eine „vornehme, einfache Fassade nach dem Muster italienischer Frührenaissancepaläste“ aus und war nach dem Vorbild der Stadtpalais Bürgerwiese 5, 6 und 7 gestaltet, wobei die Schlichtheit der Fassade als „Mittel zur Distanz“ eingesetzt wurde. Während die Flachgiebelverdachung im Erdgeschoss leere Tympana aufwies, zeigten die Fenster im ersten Obergeschoss als Fensterverdachung Flachbögen mit reich geschmückten Tympana. So waren dort Kreismedaillons mit von Laubwerk flankierten Rollwerk-Kartuschen zu sehen.[44][45]
- 12: Die Villa wurde 1869–1870 von August Pieper erbaut und 1945 zerstört.[46]
- 13: Die Villa Goethestraße 13 wurde 1869–1870 von August Pieper erbaut und 1945 zerstört. Obwohl das Gebäude in der Form seines Grund- und Aufrisses der historistischen Semper-Nicolai-Schule folgte, wurden hier auch neugotische Formelemente verwendet. Die Kombination von eigentlich einander ausschließenden Elementen der Renaissance und der Gotik war „zu jener Zeit in Dresden nicht üblich“.[47]

### Lindengasse

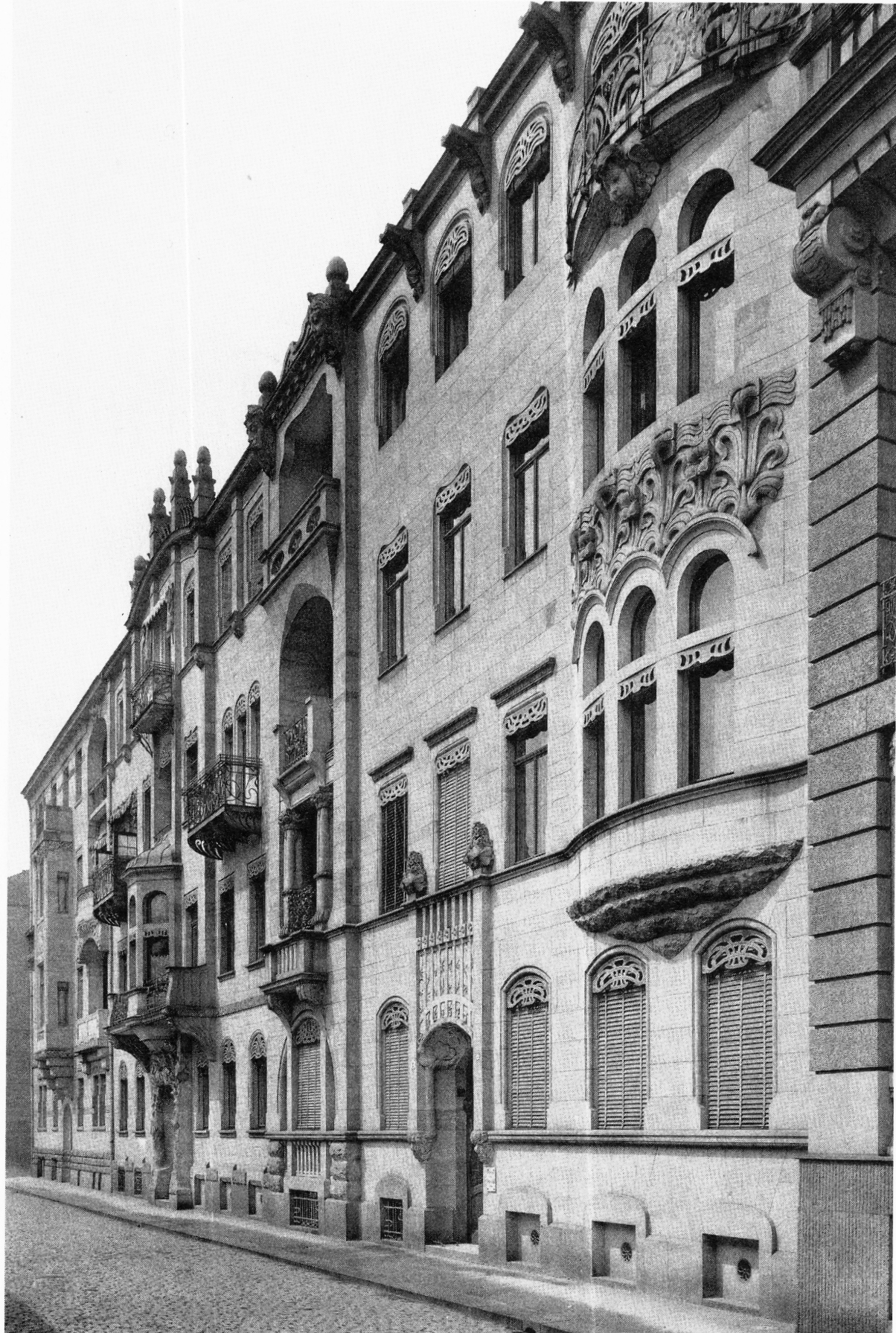
Lindengasse 2–6

Die Lindengasse wurde um 1850 auf dem Gartengelände des Palais Moszinska angelegt. Nach Abbruch des Palais 1872 befand sich an seiner Stelle die Kreuzung der Lindengasse mit der Moscinskystraße. Die Lindengasse war nach der Jahrhundertwende für ihre Jugendstil-Mietshäuser bekannt.
- 2: Das Mietshaus Lindengasse 2 wurde 1901 von Felix Reinhold Voretzsch erbaut und hatte ein bemerkenswertes Portal, das in seiner Bauplastik eine aufwändige naturalistische Gestaltung zeigte.
- 4: Das herrschaftliche Mietshaus Lindengasse 4 wurde 1901 von Felix Reinhold Voretzsch im Jugendstil erbaut. Bemerkenswert war der über einem Portal befindliche polygonale Erker mit seitlichen Balkonen, deren Gitter reich mit schmiedeeisernem Blattwerk im Jugendstil verziert waren.[49][50]
- 6: Das Mietshaus Lindengasse 6 wurde 1901 von Louis Vogt im Jugendstil erbaut. Bemerkenswert waren die loggiaartigen Balkone, deren Brüstung mit kräftiger floraler Jugendstilornamentik geschmückt waren.[51][52]
- 14: Das Mietshaus Lindengasse 14 wurde vom 15. April 1901 bis 15. März 1902 von Felix Reinhold Voretzsch im Jugendstil erbaut, wobei die Baukosten sich auf 100.000 Mark beliefen. In der Portaleinfassung waren Putten als künstlerische Bauplastik eingearbeitet.[53][54]